# 科德斯山脈

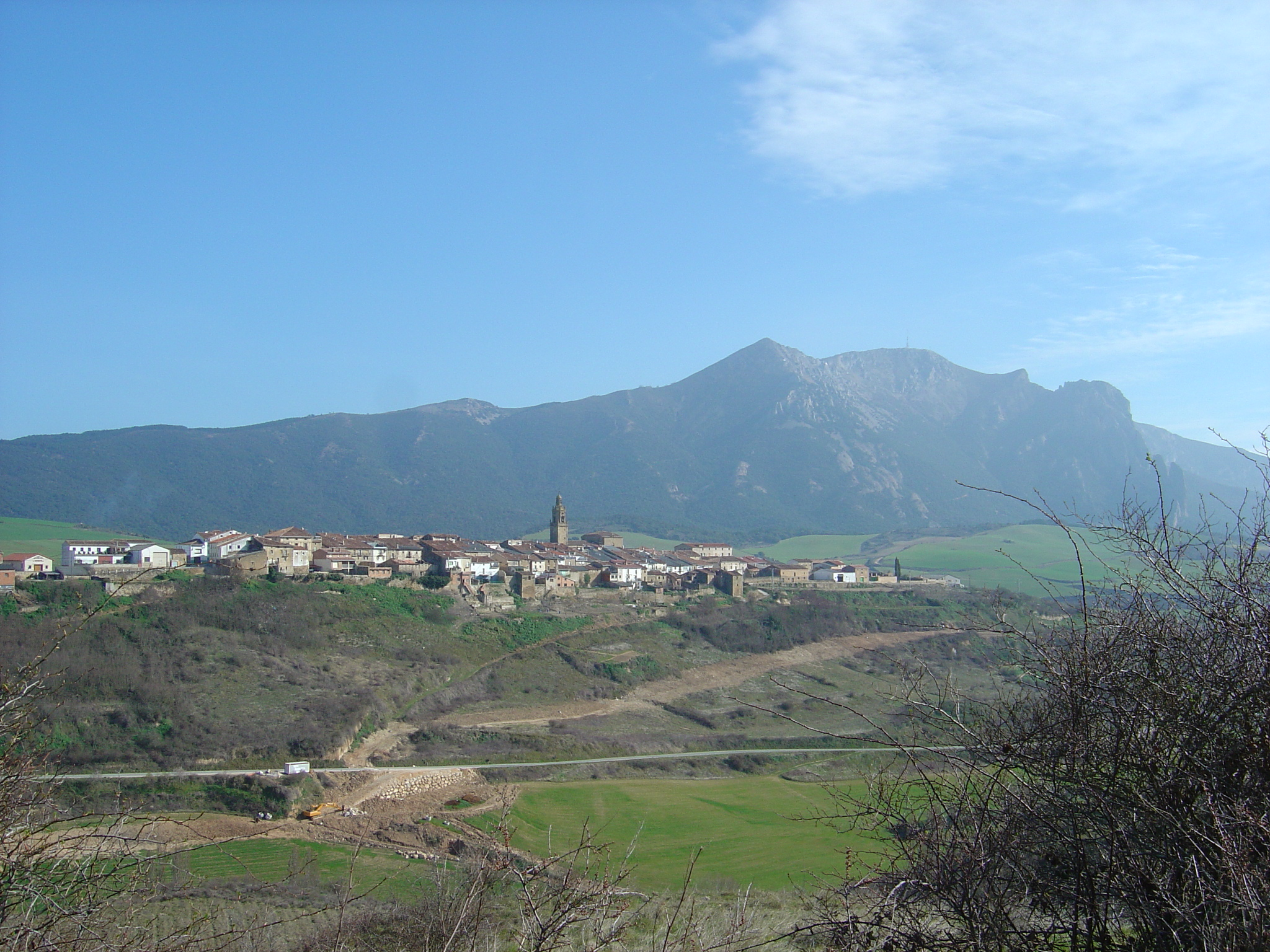

42°38′0″N 2°21′15″W / 42.63333°N 2.35417°W
科德斯山脈（西班牙語：Sierra de Kodes），是西班牙的山脈，位於該國北部納瓦拉，處於坎佩索和阿吉拉爾德科德斯之間，屬於巴斯克山脈的一部分，最高點海拔高度1,418米。